# Cratere Xu Xiake
Xu Xiake è un cratere lunare di 10 km situato nella parte sud-orientale della faccia nascosta della Luna.